# Pismo Beach
Pismo Beach város az USA Kalifornia államában, San Luis Obispo megyében. Lakosainak száma 8072 fő (2020. április 1.).

## Népesség
A település népességének változása:

| 2010 | 7 655 |
| 2020 | 8 072 |

## Érdekesség
A kisváros adta a kódnevét – Pismo – az Apple a 2000 február – 2001. január között forgalmazott PowerBook G3 számítógépének.
1. ↑  Apple PowerBook G3 400 (Firewire/Pismo) Specs (angol nyelven). EveryMac.com. (Hozzáférés: 2023. november 10.)